# Jaroslav Stecko
Jaroslav Stecko (ukrajinsky Ярослав Стецько 19. ledna 1912 Ternopil, Ukrajina – 5. července 1986 Mnichov, Německo) byl ukrajinský politik, člen Organizace ukrajinských nacionalistů (OUN).

## Biografie
V letech 1929 až 1934 studoval filozofii na univerzitách ve Lvově a v Krakově. Během svých studií se stal členem OUN.
30. června 1941 se podílel na vyhlášení ukrajinské nezávislosti ve Lvově a stal se premiérem Ukrajiny. Dvanáct dní na to byl zatčen a odvezen do Německa, kde byl nucen k odvolání tohoto vyhlášení. Jelikož však, stejně jako Stepan Bandera, ukrajinskou nezávislost odvolat odmítl, byl poslán do koncentračního tábora Sachsenhausen, kde zůstal až do roku 1944. Poté se podílel na formování Ukrajinské povstalecké armády.
Po druhé světové válce žil v Mnichově, byl jedním z vedoucích představitelů exilové OUN a věnoval se též publikační činnosti.